# EUROFIMA

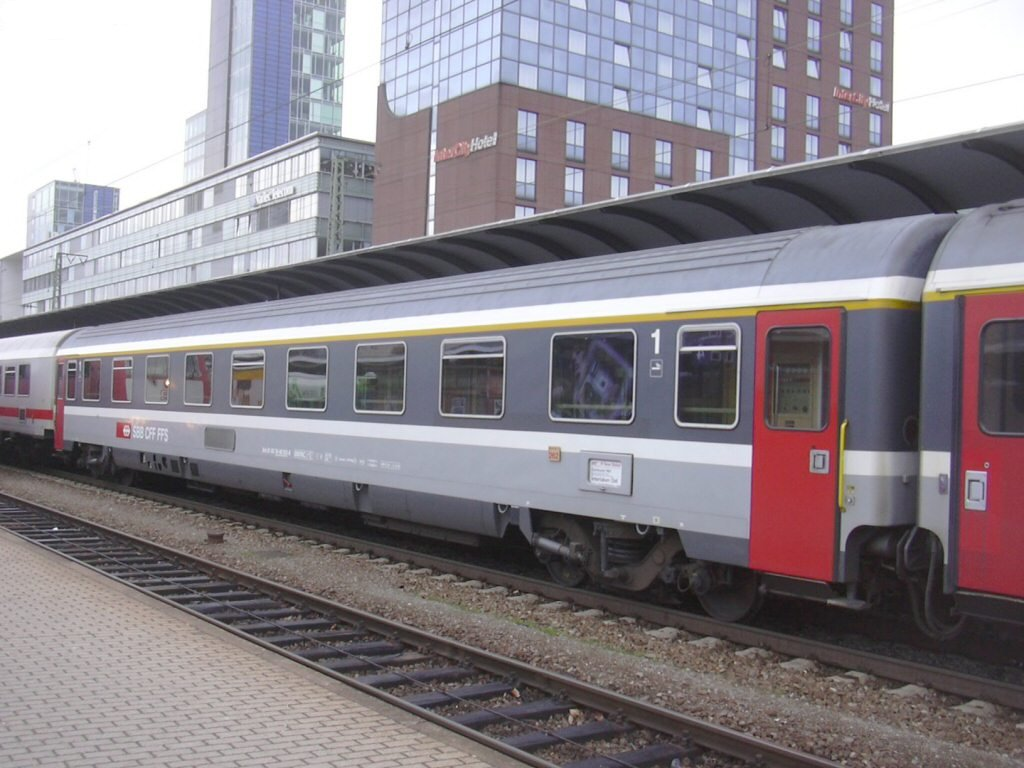
Une voiture Eurofima des CFF

EUROFIMA, Société Européenne pour le Financement de Matériel Ferroviaire, est une société supranationale basée à Bâle en Suisse. Créée en 1956, EUROFIMA a pour mission, sans but lucratif, de soutenir le développement du service ferroviaire public de passagers dans ses Etats membres. La société soutient des compagnies ferroviaires et des Autorités Organisatrices de Transport (AOT) pour financer le renouvellement et la modernisation d’équipements ferroviaires utilisés dans le cadre de contrats d’Obligations de Service Public (OSP),.
EUROFIMA a été créée le 20 novembre 1956 sur la base d'un traité international conclu entre des États membres (les « États signataires »). Initialement fondée pour une période de 50 ans, son mandat a été prolongé jusqu'en 2056 à la suite d'une décision de l'Assemblée générale en 1984.
Malgré son nom, EUROFIMA n'est pas affiliée à l'Union Européenne, contrairement à d'autres entités telles que la Banque Européenne d'Investissement.

## Actionnaires
Les actionnaires d'EUROFIMA sont 26 organisations de 25 pays européens. Les actionnaires actuels d'EUROFIMA sont les opérateurs ferroviaires/gestionnaires d'infrastructures nationales des Etats signataires ou les Etats contractants eux-mêmes qui ont adhéré à la Convention.
Le tableau suivant présente la répartition des actionnaires et leurs contributions respectives au capital social.
| Actionnaire                                                                 | État contractant   | % du capital social |
| --------------------------------------------------------------------------- | ------------------ | ------------------- |
| DB Deutsche Bahn AG                                                         | Allemagne          | 22.60%              |
| SNCF                                                                        | France             | 22.60%              |
| FS Ferrovie dello Stato Italiane S.p.A.                                     | Italie             | 13.50%              |
| SNCB                                                                        | Belgique           | 9.80%               |
| NS Nederlandse Spoorwegen                                                   | Pays-Bas           | 5.80%               |
| RENFE Operadora                                                             | Espagne            | 5.22%               |
| SBB CFF FFS Swiss Federal Railways                                          | Suisse             | 5.00%               |
| CFL Luxembourg National Railways                                            | Luxembourg         | 2.00%               |
| CP Comboios de Portugal, E.P.E. P                                           | Portugal           | 2.00%               |
| ÖBB Holding AG                                                              | Autriche           | 2.00%               |
| OSE CroatiHellenic Railways                                                 | Grèce              | 2.00%               |
| SJ Näringsdepartementet, Sweden                                             | Suède              | 2.00%               |
| ŽS Akcionarsko društvo Železnice Srbije                                     | Serbie             | 1.08%               |
| ČD České dráhy, a.s.                                                        | Tchéquie           | 1.00%               |
| HŽ Putnički prijevoz d.o.o.                                                 | Croatie            | 0.82%               |
| MÁV Hungarian State Railways Ltd.                                           | Hongrie            | 0.70%               |
| ŽFBiH Javno preduzeće Željeznice Federacije Bosne i Hercegovine d.o.o. (en) | Bosnie-Herzégovine | 0.51%               |
| ŽSSK Železničná spoločnosť’ Slovensko, a.s.                                 | Slovaquie          | 0.50%               |
| SŽ Slovenske železnice d.o.o.                                               | Slovénie           | 0.42%               |
| BDŽ Holding Balgarski Darzhavni Zheleznitsi EAD                             | Bulgarie           | 0.20%               |
| ŽRSM Javno pretprijatie Makedonski Železnici-Infrastruktura                 | Macédoine du Nord  | 0.09%               |
| ŽPCG Željeznički Prevoz Crne Gore AD (en)                                   | Monténégro         | 0.06%               |
| TCDD Taşımacılık A.Ş.                                                       | Turquie            | 0.04%               |
| MŽ Železnici na Republika Severna Makedonija Transport AD - Skopje          | Macédoine du Nord  | 0.02%               |
| DSB Danish State Railways                                                   | Danemark           | 0.02%               |
| Vy Group                                                                    | Norvège            | 0.02%               |

## Modèle d'entreprise
A travers un modèle d'adhésion, EUROFIMA finance l’équipement ferroviaire par le biais de crédits. Le montant de financement dépend de la somme des fonds propres apportée par un actionnaire.

## Liberalisation du marché
La structure du marché ferroviaire européen se modifie du fait de la libéralisation des marchés nationaux dans le cadre des pactes ferroviaires successifs. Cela donne lieu à des modèles d'exploitation et de contrat plus complexes, avec des entités sous-nationales qui deviennent les principaux propriétaires de matériel roulant au Royaume-Uni, en Allemagne, en France et, peut-être, bientôt dans nombreux d’autres pays.
En 2018, les statuts d'EUROFIMA ont été modifiés pour clarifier les conditions permettant aux autorités de transport public et aux opérateurs de transport privés de devenir actionnaires ou d'accéder à des prêts. Ces modifications permettent des garanties des gouvernements locaux ou régionaux en lieu et place des garanties d'État,.

## Notations
Notation crédit d’EUROFIMA, :
- S&P Global Ratings (juin 2024): AA (stable)[17]
- Moody’s (novembre 2023): Aa2 (stable)[18]
- Fitch (juin 2023): AA (stable)[19]

Notation ESG d’EUROFIMA :
- Sustainalytics (octobre 2024): 4.6 (risque négligeable)[21]
- MSCI ESG (mars 2023): AAA (leader)
- ISS ESG (novembre 2022): B- (prime)[22]
- INRATE (septembre 2022): B+

## Activités récentes
| Date de Publication | Pays     | Projet |
| ------------------- | -------- | --- |
| 13-06-2024          | Croatie  | EUR 31 millions financés pour HŽ Putnički Prijevoz pour 7 unités multiples diesel,. |
| 31-05-2024          | Belgique | EUR 60,9 millions fournis pour le refinancement de 30 voitures à double étage SNCB M6, initialement financées en 2007-2008. |
| 08-01-2024          | Autriche | EUR 15 millions financés pour faciliter la livraison de wagons-trémies à quatre essieux Faccns pour ÖBB. |
| 23-07-2021          | Croatie  | EUROFIMA a aidé à financer 12 des 33 nouveaux trains pour HŽ Putnički Prijevoz en Croatie, avec un coût total du projet de HRK 1,3 milliard (€173 millions). Les trains, produits par Končar – Véhicules Électriques, visent à améliorer les services ferroviaires de banlieue et régionaux en Croatie,. |
| 26-11-2020          | Suède    | Swedbank investit SEK 500 millions en tant qu'investisseur principal dans l'obligation verte inaugurale d'EUROFIMA en Suède pour moderniser les chemins de fer européens. L'obligation s'élève à SEK 1,5 milliard et arrive à échéance sur une période de 8 ans. |
| 07-07-2020          | Espagne  | EUR 303 millions financés. EUROFIMA a conclu deux accords de financement avec l'opérateur espagnol Renfe Operadora, fournissant des prêts de EUR 200 millions (arrivant à échéance en 2034) et EUR 103 millions (arrivant à échéance en 2030). Ces fonds seront utilisés pour moderniser la flotte régionale espagnole, notamment pour financer les EMU Civia pour les réseaux de trains de banlieue de Madrid et Barcelone. |